# (5008) Miyazawakenji
(5008) Miyazawakenji es un asteroide perteneciente al cinturón de asteroides, descubierto el 20 de febrero de 1991 por Atsushi Sugie desde el Observatorio Astronómico Dynic, Taga, Japón.

## Designación y nombre
Designado provisionalmente como 1991 DV. Fue nombrado Miyazawakenji en honor al escritor de cuentos y poeta japonés Kenji Miyazawa que escribía cuentos de hadas con ciertos paralelismos en la historia de la literatura en Japón.

## Características orbitales
Miyazawakenji está situado a una distancia media del Sol de 2,214 ua, pudiendo alejarse hasta 2,349 ua y acercarse hasta 2,079 ua. Su excentricidad es 0,060 y la inclinación orbital 5,270 grados. Emplea 1203 días en completar una órbita alrededor del Sol.

## Características físicas
La magnitud absoluta de Miyazawakenji es 12,8. Tiene 7,206 km de diámetro y su albedo se estima en 0,298. Está asignado al tipo espectral S según la clasificación SMASSII.